# The Palace of the King of the Birds
Chansons originales inédites des Beatles
Carnival of Light Watching Rainbows (en)
The Palace of the King of the Birds est un rare instrumental du groupe rock anglais The Beatles. Il a été écrit par Paul McCartney et interprété par le groupe les 6, 7 et 9 janvier 1969 lors des séances de l’album Let It Be aux studios de Twickenham. Jamais finalisé par le groupe, ce titre inédit est tout de même entendu dans le documentaire Get Back et repris par Paul McCartney and Wings avec le titre The Castle of the King of the Birds.

## Historique
La prestation du 6 janvier 1969 de cette pièce instrumentale, captée par les magnétophones Nagra, s'est transformée en bœuf et compte quatorze minutes, tandis que l'enregistrement du 9 janvier a une durée de cinq minutes et quatre secondes. On peut voir une partie de cette prestation dans le premier épisode de la série documentaire de Peter Jackson, The Beatles: Get Back paru en 2021, et l'entendre durant le générique, créditée aux quatre membres du groupe. Tous ces enregistrements sont des répétitions.
Le journaliste David Marchese (en) compare cet instrumental à Flying de l'album Magical Mystery Tour publié deux ans plus tôt tandis que Jordan Runtagh trouve l'ambiance qui s'y dégage semblable à la sonorité des Grateful Dead saluant en passant le fait que le groupe tente d'« étirer leur puissance instrumentale jusqu'à leurs limites, ce qu'ils ne faisaient qu'en de rares occasions ».

## Personnel
- Paul McCartney - orgue
- John Lennon - guitare ou basse
- George Harrison - guitare principale
- Ringo Starr - batterie

## Rupert Bear
Vers 1978, McCartney en enregistre une version avec les Wings, intitulée cette fois The Castle of the King of the Birds. Cette chanson inédite, qui a une durée d'une minute et quarante deux secondes, devait apparaître dans un film d'animation du personnage de bande dessinée pour enfants Rupert, duquel le musicien a acheté les droits. Finalement, seul un court métrage de treize minutes, intitulé Rupert and the Frog Song (en), produit par Paul et Linda McCartney et réalisé par Geoff Dunbar (en), est sorti en 1984 et ne comprend que la chanson We All Stand Together.